# Andaleh (Batipuh)
Andaleh is een bestuurslaag in het regentschap Tanah Datar van de provincie West-Sumatra, Indonesië. Andaleh telt 1714 inwoners (volkstelling 2010).